# Kővári Rudolf
Kővári-Vágner Rudolf (született: Kővári Rudolf; Várpalota, 1980. szeptember 5. –) EFIAP nemzetközi fotóművészeti diplomás magyar fotóművész.

## Életpályája
Várpalotán született 1980-ban, édesapja Kővári Rudolf, édesanyja Végh Ilona. Várpalotán élt 4 éves koráig, majd 1984-ben szüleivel a szomszédos Ősi községbe költöztek. Itt végezte el az általános iskolai tanulmányait kitűnő eredménnyel. 1994-től Győrben volt kollégista, a Jedlik Ányos Informatikai Szakközépiskola tanulójaként. Egyetemi éveit a Veszprémi Egyetem Műszaki Informatika szakán töltötte. Fotózással már a 80-as években megismerkedett a család Smena M8-as kamerája segítségével. A 90-es években használt még szintén filmes Olympust, de az évezred végén az akkor megjelenő digitális kompakt Canon kamerákat is kipróbálta. Komolyabban a 2000-es évek végétől fordult a fotózás felé, ekkor már tükörreflexes Canon fényképezőket kezdett el használni, majd Budapesten elvégezte a fotós iskolát is. Itt tanult többek között Újvári Sándortól, és Patrus Dórától is. 
Beleszeretett a művészettörténetbe, és minden energiáját arra fordította, hogy mindent megtanuljon a szakmájáról. Megalapította az első műtermét Várpalotán, majd Székesfehérváron is nyitott egyet. 2019-ben megrendezte első önálló kiállítását Székesfehérváron, "360" címmel. A témaválasztás során - a sokrétű munkássága miatt – igyekezett megmutatni, hogy miként látja a világot. A körforgás számára a 360 fokot jelenti, innen is ered a névválasztás. Körbenézhettünk térben, és időben is. Minden területen, az életben, a művészetben is visszaköszön ez a téma. A kiállítás egyik része az életünkön keresztül, a születéstől a halálig mutatott be állomásokat, míg a másik része az építészetben, a környezetünkben található köröket, illetve látásmódot hozta közelebb a szemlélőkhöz.
A MAFOSZ-on keresztül elkezdte a FIAP diplomamunkáját, ahol már az első pályázatokon is jelentős sikereket ért el. Számos díjat nyert, többek között a PSA aranymedálját is. A 2019-es járvány miatt online térben kezdett el oktatni, ahol a képalkotás, kompozíciós technikák tökéletesítését tűzte ki célul. Rendszeres előadássorozatán számos érdeklődő vett részt, s olyan sikereket ért el, hogy a teljesen kezdő tanulói mára művész értékű alkotásokat tudhatnak magukénak. 2019-ben a fejér megyei Jenő településen találta meg otthonát. Itt számos művész otthonában egy civil kezdeményezés keretében felkérték a helyi fotópályázat Archiválva 2021. július 22-i dátummal a Wayback Machine-ben  zsűrijébe. 2021-től az Inotai Hőerőmű még megmaradt helyszíneit bemutató fotóstúra vezetője.
2023-ban megszerezte a Nemzetközi Fotóművészeti Szövetség EFIAP diplomáját.
Fotóklubjával - a Képolvasók fotóklubbal - 2022-ben és 2023-ban is a legjobb magyar fotóklubként szerepelt a FIAP World Cup-on.

## Díjai, elismerései, munkássága
- Kisbolygók című fotósorozata kapcsán interjú a Turista magazinban
- 2019: Segítő fotópályázat, I. helyezett
- 2021: 5th INTERNATIONAL CONTEST UNLIMITED PHOTO 2021; Montenegro, PSA arany medál. Index, FEOL
- 2021: 15th International Photo Salon Kumanovo 2021, DIPA Ezüst medál, és Honorable mention
- 2021: 17. Orhan Holding Photography Contest, Necla Orhan Special Award Archiválva 2021. november 24-i dátummal a Wayback Machine-ben
- 2021: Televíziós interjúk: Librettó M5, M2 Petőfi: Én vagyok itt
- 2021: AFIAP Nemzetközi Fotóművészeti Diploma kitüntetés
- 2022: 6th INTERNATIONAL CONTEST UNLIMITED PHOTO, Szerbia: Ezüstérem
- 2023: RefleX fotószalon, Montenegro: 2x Aranyérem
- 2023: Through the lens International digital 2023: Aranyérem
- 2023: INDIAN PHOTO FEST INTERNATIONAL SALON - 2023: 2x aranyérem
- 2023: Iris 3rd International Salon 2023: Ezüstérem
- 2023: Év magyar fotója, színes kategória 1. díj
- 2023: EFIAP Nemzetközi Fotóművészeti Diploma kitüntetés

## Kiadványok
- Lencsés Rita: Gyógynövények nyomában Archiválva 2021. július 22-i dátummal a Wayback Machine-ben című könyv fotói, valamint tördelője és szerkesztője
- Dr. Veszelszki Ágnes, Borkommunikáció című könyvben fotói jelentek meg
- Raffai Csilla, Szikszai Szabolcs: Hajmáskéri emlékkönyv - fotóival került illusztrálásra